# Leona Bierkowska
Leona (Leonia) Bierkowska (ur. 1855, zm. pomiędzy 1910 a 1925 w Krakowie) – polska malarka i rzeźbiarka, siostra Karoliny Bierkowskiej, również krakowskiej malarki.

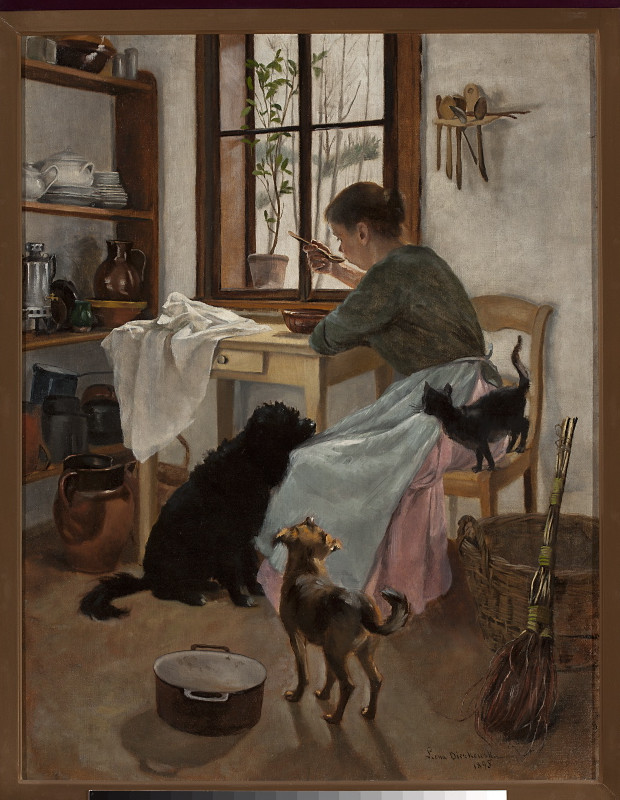
W izbie, 1895

## Życiorys
Urodziła się w Krakowie w 1855. Uczyła się malarstwa pod kierunkiem Hipolita Lipińskiego, na Wyższych Kursach dla Kobiet w Muzeum Techniczno-Przemysłowym im. Adriana Baranieckiego, gdzie wstąpiła w 1870 wraz z siostrą Karoliną Bierkowską. W latach 1875–1879 uczyła tam rysunku i zdobnictwa (ornamentów) na Wydziale Sztuk Pięknych. W 1875 i 1883 wspominano o niej w prasie jako o nauczycielce na kursach w Muzeum Techniczno-Przemysłowym. W latach 1885–1887 kształciła się w Académie Julian pod okiem Gustave’a Boulangera i Julesa Lefebvre’a; według Janiny Wiercińskiej, autorki jej biografii w PSB, Leona Bierkowska studiowała w akademii we wcześniejszym okresie a w 1885 otrzymała odznaczenie w Académie Julian. Do Krakowa przyjechała ponownie w połowie 1886. Od 1877 do 1896 wystawiała swoje prace w Towarzystwie Przyjaciół Sztuk Pięknych. Od 1881 współpracowała z salonem sztuki Krywulta, w którym wystawiała swoje prace w latach 1883–1884, 1886, 1888, 1895–1896. W 1903 objęła stanowisko wiceprzewodniczącej Koła Artystek Polskich w Krakowie, w którego wystawie brała udział wcześniej w 1899.
Zajmowała się głównie malarstwem rodzajowym oraz studium portretu. W pierwszej dekadzie XX wieku zajmowała się rzeźbiarstwem; wykonywała niewielkie polichromie na drewnie ukazujące realistycznie postaci w strojach ludowych. Polichromiami nawiązywała do tradycji włoskiej szopki bożonarodzeniowej. W malarstwie również przedstawiała sceny ludowe, ponadto sceny z życia mieszkańców miasta. Detale ubiorów oraz regionalne obyczaje poznawała podczas licznych podróży po kraju – na Huculszczyznę, do Rabki i Nowego Sącza oraz w okolice Krakowa. Szczegółami figurek zwracała uwagę nabywców, których miała również w Wiedniu. Figurki prezentowane były w różnorodnych zestawieniach, na przykład jako „Wesele krakowskie” i „Wesele huculskie”. Prace Leony Bierkowskiej, podobnie jak i jej siostry, niemalże w całości zaginęły. Na początku stulecia siostry zajmowały pracownię na ul. Basztowej w Krakowie, ich losy po I wojnie światowej są nieznane.

## Dzieła
Zachowane prace:
- Muzeum Narodowe w Warszawie: Kobieta przy posiłku (1895)[8], W izbie (1895)[4]
- Muzeum Narodowe w Krakowie: Zamieć/Na pomoc[4] (1897), dwa rysunki kredką przedstawiające typy góralskie[8], rycina Ciekawska (fragment polskiego czasopisma)[10]
- Lwowska Galeria Sztuki: Portret kobiety, 1886[4], Chłopak w stroju krakowskim (1896)[11]
- zbiory prywatne Ryszarda Trześniowskiego, Warszawa: Niedziela na folwarku (przed 1900)[4]
- zbiory prywatne Stanisława Ciechanowskiego, Kraków: Portret damy po kolana w czarnej sukni z kołnierzem futrzanym (1887)[12]

Znane tylko z tytułów:
- w 1890 na wystawę Towarzystwa Przyjaciół Sztuk Pięknych w Krakowie nadesłała obraz „W chacie rybackiej”[3]. Prace wystawiane od 1877 do 1898 nosiły między innymi tytuły Zapóźno, Niebezpieczny ptaszek, Sobótki[13].